# George O. Curme, Jr.
George Oliver Curme, Jr. (1888 – 1976) là nhà hóa học người Mỹ, đã đoạt huy chương Perkin năm 1935.

## Cuộc đời và Sự nghiệp
Ông là con của nhà ngôn ngữ học George Oliver Curme, sinh tại Iowa năm 1988. Ông đậu bằng tiến sĩ hóa học ở Đại học Chicago năm 1913. Sau đó ông sang Đức nghiên cứu với Fritz Haber một thời gian. Năm 1914 ông trở về Hoa Kỳ làm việc trong Viện nghiên cứu Công nghiệp Mellon, do công ty Prest-O-Lite thành lập. Công ty này sau đó sáp nhập vào Công ty hóa chất Union Carbide năm 1917. Ông trở thành phó chủ tịch phụ trách nghiên cứu hóa học của Công ty Union Carbide năm 1944.
Ông đã nghiên cứu việc tổng hợp nhiều hóa chất, trong đó có acetylene và ethylene glycol — từ các sản phẩm phụ của dầu lửa.
Ông qua đời năm 1976 ở Oak Bluffs, Massachusetts.

## Giải thưởng và Vinh dự
- Huy chương Chandler năm 1933
- Huy chương Perkin năm 1935
- Giải Willard Gibbs năm 1944
- Huy chương cựu sinh viên Đại học Chicago năm 1954.